# Fulgensia poeltii
Fulgensia poeltii är en lavart som beskrevs av Llimona. Fulgensia poeltii ingår i släktet Fulgensia och familjen Teloschistaceae.   Inga underarter finns listade i Catalogue of Life.